# Réflectométrie
La réflectométrie est une méthode de diagnostic qui repose sur le principe du radar.

## Principe
Un signal de sonde est envoyé dans le système ou le milieu à diagnostiquer. Ce signal se propage selon les lois de propagation du milieu étudié et lorsqu'il rencontre une discontinuité (d'impédance), une partie de son énergie est renvoyée vers le point d'injection. L'analyse du signal réfléchi permet de déduire des informations sur le système ou le milieu considéré. La réflectométrie est donc un moyen de contrôle non destructif.

## Types de réflectométrie
La réflectométrie est utilisée principalement dans deux domaines : réflectométrie temporelle (TDR) et fréquentielle (FDR). Les deux utilisations sont fondées sur la méthode décrite ci-dessus. Les principales différences résident dans la procédure d’injection et le traitement du signal. Dans le domaine temporel (TDR), l’analyse des signaux réfléchis donne des informations sur la composition du milieu ; dans le domaine fréquentiel (FDR), c’est l’analyse de l’onde stationnaire qui fournit ces informations.
De nombreuses méthodes ont été développées et parfois mises en œuvre sur des systèmes existants pour diminuer les temps et les coûts de maintenance. La phase de traitement du signal est essentielle pour la précision de l'analyse, et un modèle physique précis permet d'en améliorer les performances.

## Domaines d'application
La réflectométrie temporelle (TDR, pour Time Domain Reflectometry en anglais) fut développée à la suite des travaux sur le radar vers la fin de la Seconde Guerre mondiale. Elle n’a réellement été utilisable que vers le début des années 1960 et la conception des oscilloscopes.
Aujourd’hui, la réflectométrie est utilisée dans de nombreux domaines allant de la mesure de l’humidité dans les sols, la caractérisation des strates dans la croûte terrestre, la mesure des voies respiratoires, et la détection de défauts dans les câbles et dans les fibres optiques.

## Diagnostic de câbles
La réflectométrie est une méthode couramment utilisée pour la détermination de l’état électrique de câbles et de lignes. Cette méthode fournit des informations pour la détection, la localisation et la caractérisation de défauts électriques.
En trente ans, la longueur des câbles embarqués sur une automobile a plus que décuplé, passant de près de 200 à plus de 4 000 mètres. Dans le même temps, le nombre de connexions est passé de deux cents à plus de deux mille. Dès lors, le réseau d’interconnexion est aujourd’hui considéré par les constructeurs comme un maillon faible pour les véhicules modernes. De plus, la technologie « by wire » — c'est-à-dire le remplacement des principaux éléments mécaniques et hydrauliques par des systèmes électroniques programmés (direction, freinage, suspension, etc.) — et le tout-électrique lui donnent une importance cardinale, parce qu'elle devient le lien unique entre le conducteur, ses actions et le véhicule. La fiabilité du câblage devient alors prépondérante.
Ce problème est aussi présent dans l’aviation, où les longueurs de câbles dépassent plusieurs centaines de kilomètres dans les avions modernes (près de 40 km pour le Dassault Rafale et de 400 km pour l'Airbus A380), domaine où la fiabilité est un enjeu vital.

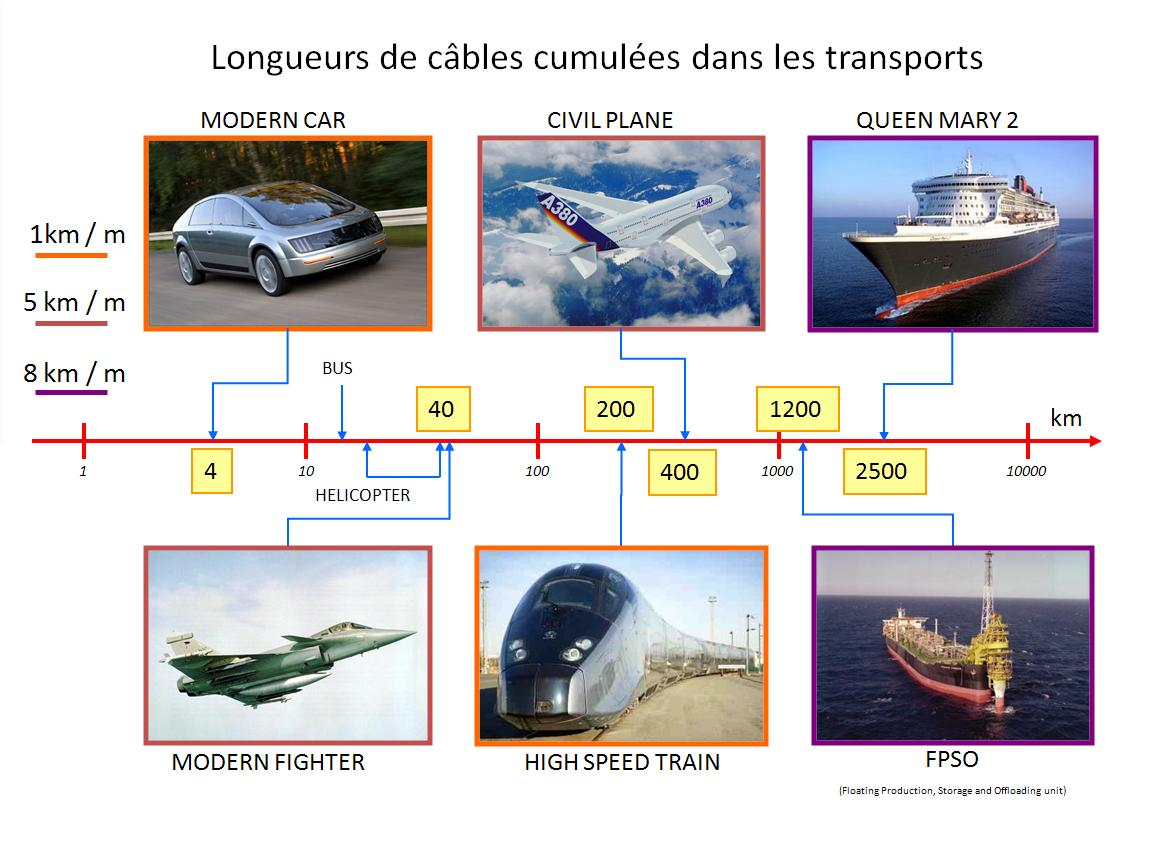
Longueurs cumulées de câbles dans les transports.

La réflectométrie est aussi utilisée pour connaître l'état des câbles noyés dans le béton armé.